# Stephan Pernkopf

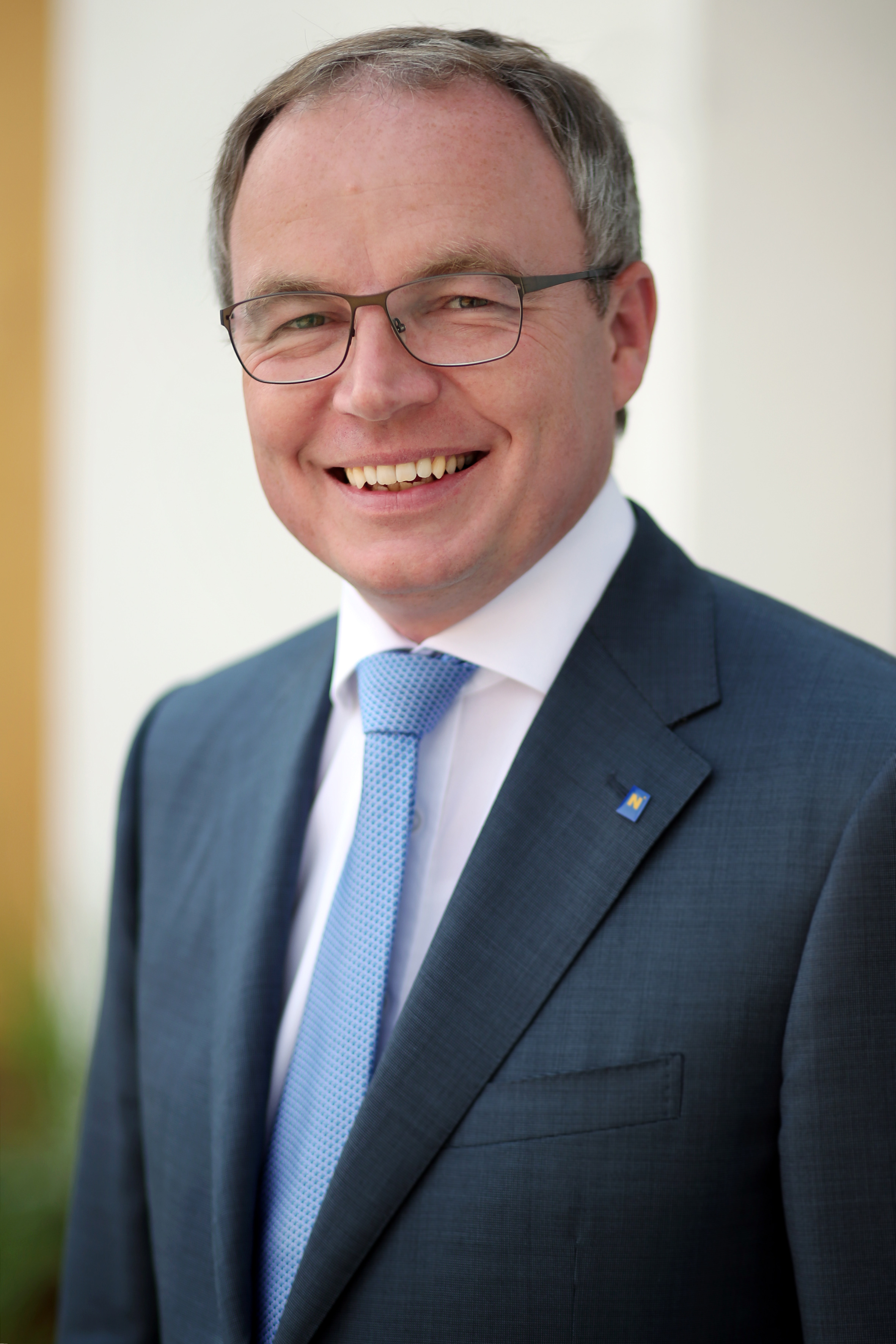
Stephan Pernkopf, 2019

Stephan Pernkopf (* 17. August 1972 in Wieselburg) ist ein österreichischer Politiker (ÖVP) und seit 19. April 2017 erster Landeshauptfrau-Stellvertreter von Niederösterreich sowie Landesrat für Umwelt, Landwirtschaft, Energie, Landeskliniken und Feuerwehren in der Niederösterreichischen Landesregierung. Zudem ist er Obmann des Niederösterreichischen Bauernbundes.

## Leben
Stephan Pernkopf besuchte das Francisco Josephinum in Wieselburg in Niederösterreich. Danach studierte er an der Universität Wien Rechtswissenschaften, wo er zum Doktor der Rechtswissenschaften promoviert wurde.
Pernkopf war ab 1999 in der Niederösterreichischen Versicherung als Assistent des damaligen Generaldirektor-Stv. Johannes Coreth tätig.
Seine politische Karriere begann er als Gemeinderat in der Gemeinde Wieselburg-Land sowie bei der ÖVP Niederösterreich, wo er von 2000 bis 2001 als politischer Referent tätig war.
Danach folgte sein Schritt in die Bundespolitik als Ministersekretär unter Josef Pröll. Von September 2005 bis zum 2. Dezember 2008 (ebenfalls unter Josef Pröll) war er Kabinettchef im Landwirtschaftsministerium der Bundesregierung Gusenbauer, wo er auch aktiv in der ÖVP-Perspektivengruppe unter der Leitung von Josef Pröll mitarbeitete.
In der Regierung Faymann I war er vom 2. Dezember 2008 bis Februar 2009 unter Vizekanzler Josef Pröll Kabinettchef im Finanzministerium, von wo er im Februar 2009 wieder nach Niederösterreich wechselte.
Er folgte als Landesrat seinem Vorgänger Josef Plank in die Niederösterreichische Landesregierung nach. Am 19. Februar 2009 wurde Stephan Pernkopf von Landeshauptmann Erwin Pröll der Presse vorgestellt. In seinen Verantwortungsbereich fielen die Ressorts Agrar, Energie und Umwelt, sowie der Katastrophenschutz und der Niederösterreichische Landesfeuerwehrverband.
Am 1. Jänner 2012 wurde er Präsident des Ökosozialen Forums.
Seit 19. April 2017 ist Pernkopf der Stellvertreter der niederösterreichischen Landeshauptfrau Johanna Mikl-Leitner. Als Landesrat ist er derzeit für die Bereiche Umwelt, Landwirtschaft, Energie und Feuerwehren zuständig.
Im September 2018 wurde er als Nachfolger von Hermann Schultes als Obmann des Niederösterreichischen Bauernbundes nominiert, im März 2019 wurde er zum Obmann gewählt.

## Privates
Stephan Pernkopf ist seit 2011 verheiratet.
Als Musiker spielt er Saxophon bei der Steven’s Bigband und war Gründungsmitglied und Schlagzeuger bei der Bläserformation die.tschechen. Seit 2009 ist er Mitglied der Freiwilligen Feuerwehr Wieselburg Stadt/Land.
Er ist Mitglied der katholischen Studentenverbindungen der K.Ö.Agr.St.V. Bergland Wieselburg im MKV und Ö.k.a.V. Rhaeto-Danubia Wien im ÖCV.